# ليوبولد فرويند
ليوبولد فرويند (بالألمانية: Leopold Freund)‏ هو طبيب نمساوي، ولد في 5 أبريل 1868 في براغ في التشيك، وتوفي في 7 يناير 1943 في بروكسل في بلجيكا.